# هاولي بيرس
هاولي بيرس (بالإنجليزية: Hawley Pierce)‏ هو لاعب كرة قدم أمريكية أمريكي، (ولد في Cattaraugus Reservation, Erie County, New York ‏ في الولايات المتحدة 1877، ‏1873، ‏1874، ‏1875 و مارس 1876 – 1969 م).